# Punta Rucumilla
Punta Rucumilla är en udde i Chile.   Den ligger i provinsen Provincia de Magallanes och regionen Región de Magallanes y de la Antártica Chilena, i den södra delen av landet, 2 200 km söder om huvudstaden Santiago de Chile.
Terrängen inåt land är kuperad åt sydost, men åt nordväst är den bergig. En vik av havet är nära Punta Rucumilla söderut. Trakten runt Punta Rucumilla är nära nog obefolkad, med mindre än två invånare per kvadratkilometer.. Det finns inga samhällen i närheten. 
Trakten runt Punta Rucumilla består i huvudsak av gräsmarker.